# Маснави
Маснави или Маснави-йе-Ма'нави (персийски език: معنوی مثنوی), или Матнауи или Матнави е обширна поема на персийски от Мевляна Джалал ад-Дин Мухаммад Руми. Маснави е едно от най-влиятелните произведения на суфизма, понякога наричано „Коранът на персийски“. Много коментатори го смятат за най-великата мистична поема в световната литература. Маснави е поредица от шест поетични книги – общо около 25 000 стиха или 50 000 реда. Това е духовен текст, който учи суфиите как да постигнат обичта към Бога.

## Общо описание
Заглавието Маснави-йе-Ма'нави означава „Духовните куплети“. Маснави е поетична колекция от анекдоти и истории, извлечени от Корана, хадиси (устни предания) и светски приказки. Изториите се разказват, за да илюстрират дадена поуки и всяка поука се разглежда подробно. Колекцията включва разнообразни ислямски мъдрости, но основно набляга на вътрешната лична суфийска интерпретация. За разлика от Диуан на Руми, Маснави е относително сериозен текст. Той обяснява различните измерения на духовния живот и практика на суфистите-последователи и всеки, който иска да размишлява върху смисъла на живота.

## Създаване
Руми започва Маснави през последните години от живота си. Той започва да диктува първата книга около 54-годишна възраст (около 1258 г.) и продължава да композира стихове до смъртта си на 69 г. (през 1273 г.). Шестата и последна книга не е довършена.